# Ai vist lo lop

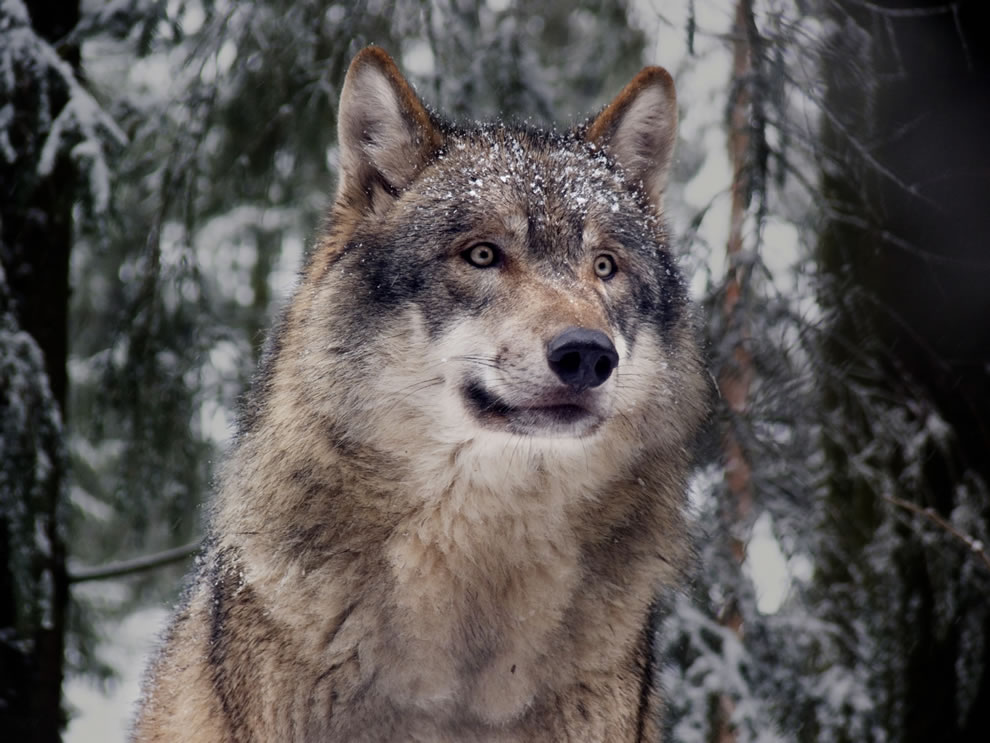
Un lupo.

Ai vist lo lop (lett. "Ho visto il lupo") è un canto tradizionale in lingua provenzale, composto verosimilmente intorno al XIII secolo. Si tratta di una variazione della canzone-tipo J'ai vu le loup, le renard, le lièvre.

## Origini
Composto sotto forma d'una bourrée a tre tempi, il canto col suo testo e la melodia sono attestati almeno dal XIV secolo, divenendo poi parte del repertorio musicale tradizionale comune a tutto il Massiccio Centrale a decorrere almeno dal XIX secolo.

## Significato allegorico
Così come nelle fiabe di La Fontaine, anche gli animali citati in Ai vist lo lop si prestano a un'interpretazione allegorica, rimandando agli archetipi di personaggi del mondo reale. In particolare, la figura del lupo è stata associata a quella del soldato, la volpe all'uomo di Chiesa, mentre la lepre sarebbe un'allegoria dell'esattore delle tasse. Il testo della canzone ascrive a queste tre figure la causa della miseria popolare.

## Cover
Negli anni '70, col rinnovato interesse nella musica folclorica, il canto continuò ad essere eseguito e riarrangiato da diversi gruppi musicali, sia nella sua forma a 3 che a 2 stanze. In Germania il canto venne reinterpretato in stile rock dal gruppo folk metal tedesco In Extremo. Il canto è stato eseguito anche in Québec e in Louisiana.

## Testo e melodia
| Testo in occitano standard            | Traduzione                            |
| ------------------------------------- | ------------------------------------- |
| Ai vist lo lop, lo rainard, la lèbre  | Ho visto il lupo, la volpe, la lepre  |
| Ai vist lo lop, lo rainard dansar     | Ho visto il lupo, la volpe danzar     |
| Totei tres fasiàn lo torn de l'aubre  | Tutt'e tre giravan attorno all'albero |
| Ai vist lo lop, lo rainard, la lèbre  | Ho visto il lupo, la volpe, la lepre  |
| Totes tres fasiàn lo torn de l'aubre  | Tutt'e tre giravan attorno all'albero |
| Fasián lo torn dau boisson folhat.    | Giravan attorno al cespuglio frondoso |
|                                       |                                       |
| Aquí trimam tota l'annada             | Qui si fatica tutto l'anno            |
| Per se ganhar quauques sòus           | Per guadagnarsi qualche soldo         |
| Rèn que dins una mesada               | E nel giro d'un mese                  |
| Ai vist lo lop, lo rainard, la lèbre  | Ho visto il lupo, la volpe, la lepre  |
| Nos i fotèm tot pel cuol              | Non ci è rimasto più nulla            |
| Ai vist la lèbre, lo rainard, lo lop. | Ho visto la lepre, la volpe, il lupo. |

## Interpreti
- Mont-Jòia (1976)[5]
- In Extremo (1998)[4]
- Wazoo (2015)[6]